# 索莫吉·格雷格
索莫吉·格雷格（匈牙利語：Somogyi Greg，1989年10月1日—），匈牙利籃球運動員，現在效力於匈牙利聯賽球隊Szolnoki Olaj。他也代表匈牙利國家籃球隊參賽。